# Dennis Diekmeier
Dennis Diekmeier (sinh 20 -10- 1989 tại Thedinghausen) là hậu vệ cánh người Đức và chơi cho Hamburger SV.